# Барановка (Червенский район)
Барановка (бел. Баранаўка) — деревня в Червенском районе Минской области Беларуси. Входит в состав Ляденского сельсовета.

## Географическое положение
Расположена в 17 километрах к востоку от Червеня, в 77 км от Минска, в 20 км от станции Гродзянка на линии Гродзянка—Верейцы, в километре к югу от реки Уса.

## История
По письменным источникам населённый пункт известен с начала XX века. На 1917 год деревня в составе Хуторской волости Игуменского уезда Минской губернии, где было 16 дворов и 104 жителя. С февраля по декабрь 1918 года деревня была оккупирована немцами, с августа 1919 по июль 1920 — поляками. 20 августа 1924 года вошла в состав вновь образованного Хуторского сельсовета Червенского района Минского округа (с 20 февраля 1938 — Минской области). Согласно переписи населения СССР 1926 года насчитывалось 18 дворов, проживали 110 человек. В начале 1930-х в деревне был организован колхоз «Барановка», при нём действовала кузница. Во время Великой Отечественной войны деревня была оккупирована немецко-фашистскими захватчиками в июле 1941 года. 15 её жителей не вернулись с фронта. Освобождена в июле 1944 года. На 1960 год население деревни составило 152 человека. В 1980-е годы деревня относилась к колхозу «Знамя Октября». На 1997 год здесь было 22 дома и 38 жителей. 30 октября 2009 года в связи с упразднением Хуторского сельсовета вошла в состав Ляденского сельсовета. На 2013 год 8 круглогодично жилых домов, 15 постоянных жителей.

## Население
- 1917 — 16 дворов, 104 жителя
- 1926 — 18 дворов, 110 жителей
- 1940 — 42 двора, 208 жителей
- 1960 — 152 жителей
- 1997 — 22 двора, 38 жителей
- 2013 — 8 дворов, 15 жителей